# کلارکسون (اوهایو)
کلارکسون (به انگلیسی: Clarkson) یک منطقهٔ مسکونی در ایالات متحده آمریکا است که در شهرستان کلمبیانا، اوهایو واقع شده‌است. کلارکسون ۳۶۰ متر بالاتر از سطح دریا واقع شده‌است.